# Al-Khaziní
Abu-l-Fat·h Abd-ar-Rahman Mansur al-Khaziní o simplement Abu-l-Fat·h al-Khaziní (àrab: أبو الفتح الخازني, Abū l-Fatḥ al-Ḫāzinī; persa: ابولفتح خازنی) (fl. 1115–1130) va ser un astrònom islàmic medieval d'ètnia romana d'Orient de Merv (actualment situat al Turkmenistan).
Al-Khaziní treballà en els camps de l'astronomia, la mecànica i els instruments científics. De ser un esclau grec es convertí a l'islam i va rebre una bona educació científica. Al-Khaziní treballà en la cort del governant seljúcida Sanjar ibn Màlik‐Xah (que regnà entre 1118–1157) a qui dedicà els seus treballs més importants: al‐Zīj as‐Sanjarī, un manual d'astronomia, i el seu enciclopèdic Kitāb mīzān al‐ḥikma, un gran treball sobre la mecànica i la gravetat específica. Els seus altres treballs tractaren sobre els instruments per l'astronomia (Risāla fī al‐ālāt) i un text sobre l'esfera auto rotant (Maqāla fī ittikhādh kura tadūru bi‐dhātihā).